# 花城みなみ
花城 みなみ（はなしろ みなみ、英語: Minami Hanashiro、1997年6月28日 - ）は、神奈川県横須賀市出身、ドイツの元フィギュアスケート選手（女子シングル）。2013年ドイツJr.選手権優勝。

## 経歴
2012年 - 2013年シーズン
2012年アイススターで3位入賞。
2013年ドラゴントロフィーでは、シニアの国際大会で初めて表彰台に立った。
2013年 - 2014年シーズン
ロンバルディアトロフィーで3位入賞。同年スケートツェリェで優勝。同年オーベルスドルフにて開催されたドイツJr.選手権で首位に立ち、ISUジュニアグランプリシリーズ (チェコスケート)に出場した。

## 主な戦績
| 大会/年                  | 2012-13 | 2013-14 |
| ------------------------ | ------- | ------- |
| ドイツJr選手権           | 10 J    |         |
| JGPチェコスケート        |         | 16      |
| プランタン杯             |         | 11 J    |
| ザイブト記念             |         | 13 J    |
| スケートツェリェ         |         | 1 J     |
| ロンバルディアトロフィー |         | 3 J     |
| ドラゴントロフィー       | 3       |         |
| アイススター             | 3 J     |         |
| ニース杯                 | 10 J    |         |
| アイスチャレンジ         | 2 J     |         |
| NRW杯                    | 8 J     |         |

- J - ジュニアクラス

### 詳細
| 2013-2014 シーズン     |                                                                             |          |          |           |
| 開催日                 | 大会名                                                                      | SP       | FS       | 結果      |
| 2014年3月14日 - 16日   | 2014年プランタン杯 ジュニアクラス（ルクセンブルク市）                       | 6 34.79  | 15 58.56 | 11 93.35  |
| 2014年2月26日 - 3月1日 | 2014年ヘルムート・ザイブトメモリアル ジュニアクラス（ウィーン）             | 8 40.53  | 19 60.20 | 13 100.73 |
| 2013年11月14日 - 17日  | 2013年スケートツェリェ ジュニアクラス（ツェリェ）                           | 4 41.99  | 1 76.05  | 1 118.04  |
| 2013年10月2日 - 6日    | ISUジュニアグランプリ チェコスケート（オストラヴァ）                        | 19 34.48 | 14 68.92 | 16 103.40 |
| 2013年9月19日 - 22日   | 2013年ロンバルディアトロフィー ジュニアクラス（セスト・サン・ジョヴァンニ） | 4 37.58  | 3 74.34  | 3 111.92  |

| 2012-2013 シーズン    |                                                   |          |         |           |
| 開催日                | 大会名                                            | SP       | FS      | 結果      |
| 2013年2月7日 - 10日   | 2013年ドラゴントロフィー（リュブリャナ）          | 6 41.47  | 3 78.22 | 3 119.69  |
| 2012年12月5日 - 9日   | 2012年NRW杯 ジュニアクラス（ドルトムント）        | 3 43.80  | 9 76.22 | 8 120.02  |
| 2012年11月5日 - 10日  | 2012年アイスチャレンジ ジュニアクラス（グラーツ） | 1 45.75  | 2 80.64 | 1 126.39  |
| 2012年10月24日 - 28日 | 2012年ニース杯 ジュニアクラス（ニース）           | 11 41.69 | 9 71.51 | 10 113.20 |
| 2012年9月7日 - 9日    | 2012年アイススター ジュニアクラス（ミンスク）     | 3 38.41  | 2 69.94 | 3 108.35  |